# David Hamilton

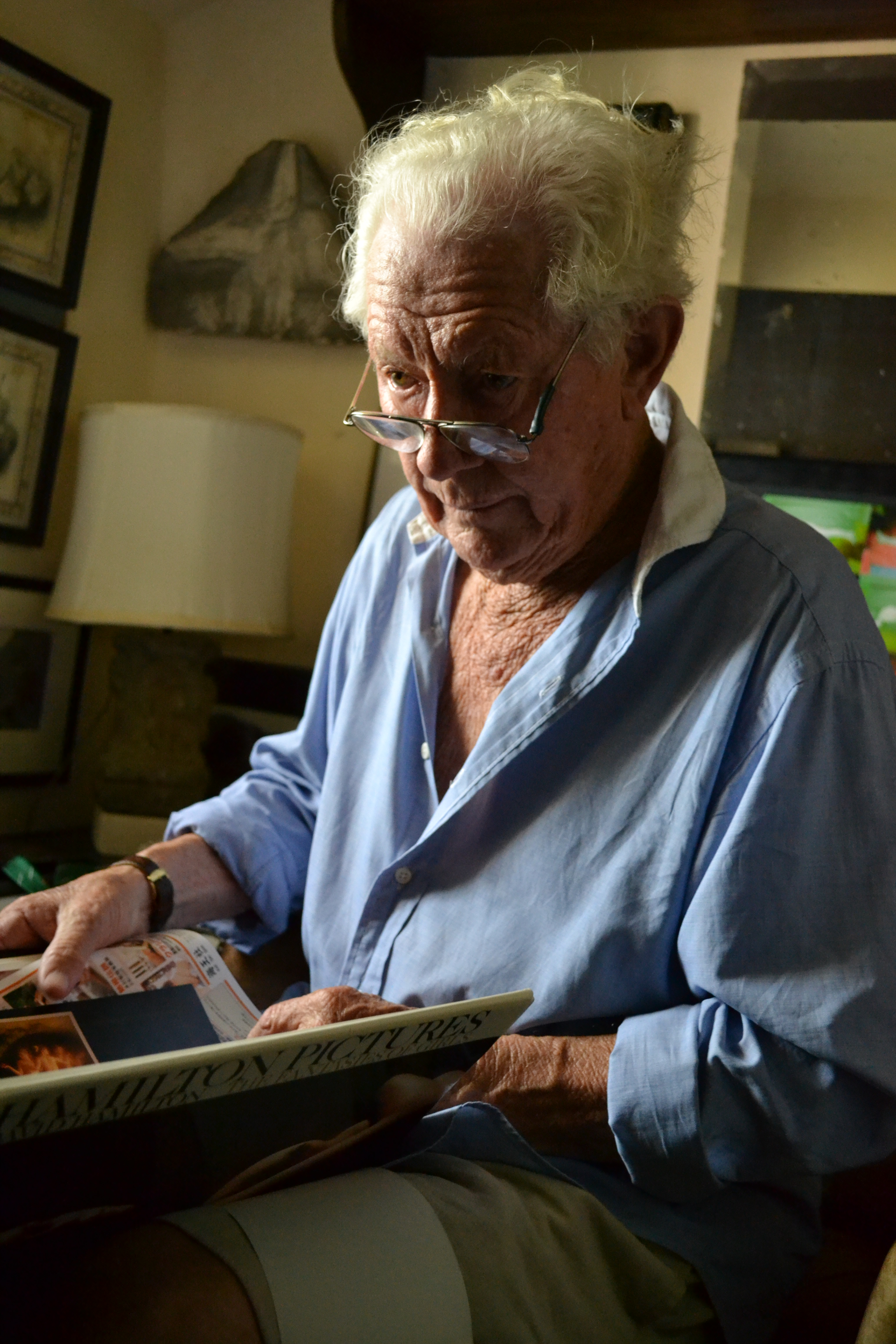
David Hamilton v roce 2011

David Hamilton (15. dubna 1933 Londýn – 25. listopadu 2016 Paříž) byl britsko-francouzský fotograf, scenárista, filmový producent a režisér, který se proslavil zejména fotografováním mladých žen a dívek, většinou nahých.

## Životopis
Jeho charakteristický styl měkkého zaostření se nazýval „Hamilton Blur“, o kterém se mylně myslelo, že se dosáhne natřením vazelíny na čočku fotoaparátu. Hamiltonovy obrázky se staly součástí debaty o „umění nebo pornografii“. Hamilton byl párkrát obviněn ze znásilnění nezletilých dívek. Proslavil se režií romantického dramatu Bilitis, které vidělo skoro jeden a půl milionu Francouzů. Je autorem asi 27 fotoknih a množství portfólií. Dne 25. listopadu 2016 byl nalezen mrtvý v jeho pařížském bytě, zřejmě spáchal sebevraždu.

## Filmografie

### Jako režisér
- 1975: (Hildegar d Knef und ihre Lieder) – dokumentární TV film, v hlavní roli Hildegard Knef
- 1977: Bilitis (Bilitis), v hlavní roli Patti D'Arbanville, Mona Kristensen, Bernard Giraudeau, Gilles Kohler a Mathieu Carrière
- 1979: Lauro, stíny léta (Laura, les ombres de l'été), v hlavní roli Maud Adamsová, Dawn Dunlap a James Patrick Mitchell
- 1980: Něžné sestřenice (Tendres Cousines), v hlavní roli Thierry Tevini, Anja Schüte a Valérie Dumas
- 1982: Léto v Saint-Tropez (Un été à Saint-Tropez), v hlavní roli Monica Broeke
- 1984: První touhy (Premiers Désirs), v hlavní roli Monica Broeke, Patrick Bauchau, Inger Maria Granzow a Emmanuelle Béart

### Jako scenárista a spisovatel
- 1972: (Love! Love! Love!) – dokumentární TV film, režie Sterling Johnson
- 1979: Lauro, stíny léta (Laura, les ombres de l'été), v hlavní roli Maud Adamsová, Dawn Dunlap a James Patrick Mitchell
- 1982: Léto v Saint-Tropez (Un été à Saint-Tropez), v hlavní roli Monica Broeke

### Jako fotograf
- 1985: Okouzlení (Mesmerized), v hlavní roli Jodie Fosterová, John Lithgow a Michael Murphy